# Cupra Terramar
Cupra Terramar – samochód osobowy typu SUV klasy kompaktowej produkowany pod hiszpańską marką od 2024 roku.

## Historia i opis modelu

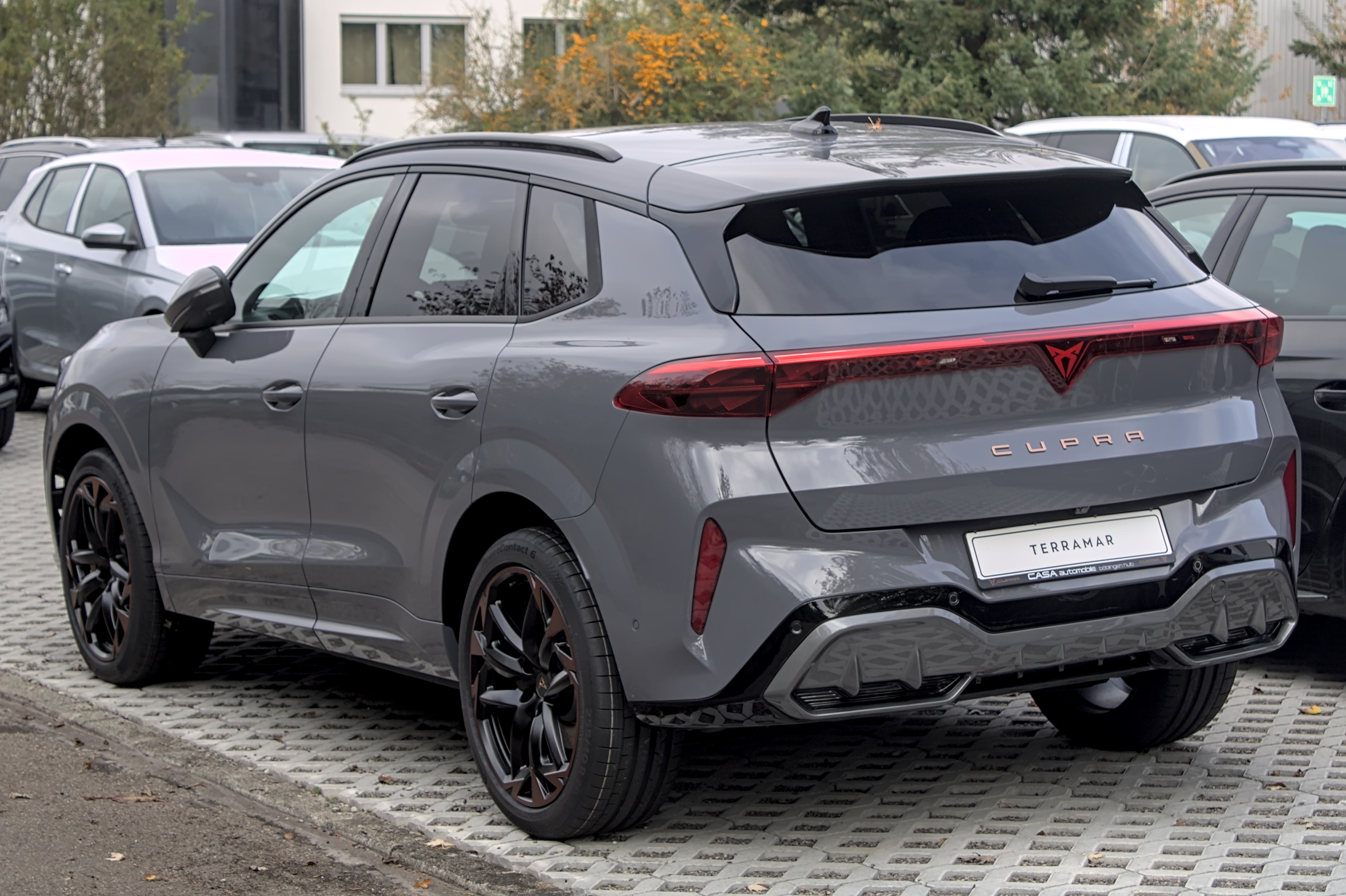
Cupra Terramar - tył

Samochód ten został zaprezentowany we wrześniu 2024 roku i jest następcą Cupry Ateki oraz SEAT-a Tarraco. Model jest dostępny z 7-biegową skrzynią DSG. Terramar został zbudowany na platformie Volkswagen Group MQB Evo. Pojazd napędza silnik benzynowy, oraz silniki hybrydowe typu Mild Hybrid oraz Plug-in-Hybrid. Jest to ostatni model spalinowy tej marki, ponieważ producent zamierza w 2030 całkowicie przejść na napęd elektryczny.